# Viorel Palașcă
Viorel Palașcă (n. 24 august 1962

) este un deputat român, ales în 2012. 